# Jewhen Kutscherewskyj
Jewhen Mefodijowytsch Kutscherewskyj (ukrainisch Євген Мефодійович Кучеревський, wiss. Transliteration Jevhen Mefodijovyč Kučerevs'kyj; russisch Евгений Мефодьевич Кучеревский/Jewgeni Mefodjewitsch Kutscherewski; * 6. August 1941 in Cherson; † 26. August 2006 in Kiew) war ein ukrainischer Fußballtrainer.
Bekannt wurde Kutscherewskyj als Trainer von Dnipro Dnipropetrowsk. Unter seiner Leitung gewann der Verein in der Saison 1988 die sowjetische Meisterschaft, 1987 und 1989 erreichte die Mannschaft jeweils den zweiten Platz. 1989 wurde er sowjetischer Pokalsieger. Bis zum Beginn des Jahres 2005 hatte er Einfluss auf den Verein.
Bei einem Verkehrsunfall am 26. August 2006 erlitt Kutscherewskyj schwere Verletzungen und starb eineinhalb Stunden später in einem Krankenhaus, ohne das Bewusstsein wiederzuerlangen. Zu Kutscherewskyjs Beerdigung verkündete der Bürgermeister von Dnipropetrowsk, Iwan Kulitschenko, eine Straße nach Kutscherwskyj zu benennen.

## Vereine
Als Spieler
- 1958–1961 Spartak Cherson
- 1962–1965 SCA Odessa
- 1965–1970 Sudnobudiwnyk Mykolajiw

Als Trainer
- 1981–1983 Kolos Nikopol
- 1984–1985 Sudnobudiwnyk Mykolajiw
- 1987–1992 Dnipro Dnipropetrowsk
- 1992 Étoile Sportive du Sahel
- 1992–1993 Russland U21
- 1993–1994 Russland Olympia
- 1994–1996 SC Mykolajiw
- 1997–1999 Arsenal Tula
- 2000 Rotor Wolgograd
- 2000–2001 Torpedo-SIL Moskau
- 2001–2005 Dnipro Dnipropetrowsk